# Judéophobie
Ne doit pas être confondu avec Antisémitisme ou Antijudaïsme.
La judéophobie est, littéralement, la « peur du Juif » ou la « peur du judaïsme ». C'est une expression forgée à la fin du XIXe siècle, réapparue durant les années 1990 pour désigner des formes d'opposition à la communauté juive se définissant selon une forme floue dans une gamme de rejets allant de l'antisémitisme à l'antijudaïsme, issus notamment des tensions suscitées par le conflit israélo-palestinien (dans cette optique, judéophobie renvoie à islamophobie).
Il convient toutefois de relever que le mot employé couramment pour la discrimination à l'égard des juifs est antisémitisme et non pas judéophobie.

## Histoire
Ce terme est initialement forgé par le penseur russo-polonais Leon Pinsker en 1882 dans un essai proto-sioniste expliquant l'origine de l'antisémitisme européen et encourageant l'émancipation et l'autodétermination du peuple juif comme réponse, entre autres, aux pogroms et à la montée en puissance des écrits antisémites. L'emploi du mot devient commun, en France, sous la Belle Époque, pour dénoncer l'attitude antisémite obsessionnelle d'une certaine presse ; ainsi, Le XIXe siècle écrit, en 1911 :

« En dehors de sa judéophobie originelle, La Libre Parole montre quotidiennement une haine profonde de la République et de son Gouvernement. »

Si l'expression a été forgée à cette époque, selon David Saada l'existence de la judéophobie remonte à l'antiquité. Dans la Torah de nombreux personnages furent de grands persécuteurs du Peuple Juif, mais les premiers textes judéophobes apparurent notamment dans les écrits d'Apion, premier écrivain judéophobe connu.
Le réemploi de cette expression cherche à vraisemblablement marquer la différence entre l'antisémitisme issu du contexte sociopolitique international contemporain (ce qui permet de tenir compte de l'antisionisme) et l'antisémitisme radical associé au régime nazi et à une problématique ethnique.[réf. nécessaire]

Son usage est popularisé par la publication en 2002 d'un essai du politologue et historien des idées Pierre-André Taguieff intitulé La Nouvelle Judéophobie suivi, en 2004, de Prêcheurs de haine. Traversée de la judéophobie planétaire. Dans le premier essai, Taguieff définit la judéophobie comme : 

« l'ensemble des formes historiques prises par la haine des Juifs, et plus largement par toutes les passions, croyances et conduites antijuives dont les manifestations furent (et sont) les violences, physiques ou symboliques, subies par le peuple juif. »

Il définit l'antisémitisme comme « la forme racialiste prise par la judéophobie au cours de la seconde moitié du XIXe siècle, dans le cadre des doctrines racialistes fondées sur l'opposition Aryens/Sémites, ».
Cette construction de néologisme à partir de la racine phobie, qui possède en psychiatrie et psychanalyse une connotation de peur bloquante, irrationnelle, d'angoisse impossible à maîtriser à propos d'un objet donné, est critiquée par certains commentateurs comme Philippe Muray ou le psychanalyste Daniel Sibony.
Selon l'universitaire Bassam Tibi, d'après ses travaux sur Hannah Arendt et Bernard Lewis, « tandis que la judéophobie est de la haine et des préjugés, l'antisémitisme est une idéologie génocidaire qui identifie les Juifs au mal et appelle à leur éradication. » Il rappelle également qu'« historiquement, il existe de la judéophobie dans l'Islam, mais pas d'antisémitisme » et l'islamisation de l'antisémitisme européen est récent.